# Acianthera pavimentata
Acianthera pavimentata är en orkidéart som först beskrevs av Heinrich Gustav Reichenbach, och fick sitt nu gällande namn av Alec M. Pridgeon och Mark W. Chase. Acianthera pavimentata ingår i släktet Acianthera och familjen orkidéer. Inga underarter finns listade i Catalogue of Life.